# Фијат фримонт
Фијат фримонт (итал. Fiat Freemont) је теренски аутомобил који је производила италијанска фабрика аутомобила Фијат од 2011. до 2016. године.

## Историјат
Премијерно је приказан на салону аутомобила у Женеви 2011. године. Фримонт је у ствари побољшани Доџ џорни, који је повучен са европског тржишта у циљу смањења трошкова развоја нових аутомобила и да би се искористили капацитети Фијата и Крајслера. Доџ џорни се продаје на глобалном нивоу, док је фримонт заступљен у Европи, Аустралији и Бразилу. Оба возила се производе у граду Толука у Мексику.
Фримонт на европском тржишту мења крому и минивен Ulysse, некада заједнички пројекат минивен возила Фијата и ПСА зван Eurovan. Према димензијама и каросерији фримонт је нешто између већег кросовера и моноволумена.
Фијат фримонт је прво Фијатово возило које је произведено у сарадњи са Крајслер групом. Дизајниран је да задовољи различите потребе породице и клијената који траже пространо, удобно и свестрано возило за свакодневни начин живота. Ово возило, са три реда седишта, комбинује флексибилност и практичност са препознатљивим и оригиналним стилом. Његове димензије обезбеђују оптимални унутрашњи простор, захваљујући великодушном међуосовинском растојању од 2890 мм.
Године 2011, на Euro NCAP тестовима судара, добио је максималних пет звездица за безбедност.
На сајму у Женеви 2014. године представљена је крос (Cross) верзија, која се од стандардне разликује по предњим и задњим браницима, предњом црном маском, алу-фелнама и украсној хромираној лајсни која се протеже дуж прагова возила. Има погон на сва четири точка и солидно опремљен пакет опреме.
Доступан је са шестостепеним мануелним или шестостепеним аутоматским мењачем. У зависности од пакета опреме, осим модела са предњим погоном може имати и погон на сва четири точка (AWD). Од мотора у понуди су 2.4 бензински мотор од 170 КС и 3.6 V6 од 280 КС и дизел мотор од 2.0 мултиџет II са 140 и 170 КС.

## Галерија
- спреда
- позади
- унутрашњост
- Доџ џорни